# Jéron de Noordwijk
Jéron de Noordwijk († 856) est un moine et un prêtre écossais du IXe siècle venu évangéliser les Pays-Bas. Il est mort martyr des mains des Vikings. En néerlandais son nom écrit Jeroen est prononcé Yéroun. Fête le 17 août. 

## Biographie
Jéron de Noordwijk desservait l'église de Northgo (aujourd'hui Noordwijk) vers 850. Il fut enterré à Noordwijk. On raconte que, vers 950, lors de la fondation de l’abbaye d'Egmond, on procéda au transfert de son corps. Les pieux Frisons chargés de cette tâche reçurent une aide providentielle : ils trouvèrent au bord de la mer une civière qu’on avait abandonnée et s’en servirent pour transporter la sainte relique jusqu'à la nouvelle abbaye d'Egmond (Bergen).